# 拉莱涅
拉莱涅（法語：La Laigne，法語發音：[la lɛɲ]）是法国滨海夏朗德省的一个市镇，位于该省北部，属于拉罗谢尔区。

## 地理
拉莱涅（46°12'51"N, 0°45'29"W）面积4.26 平方千米，位于法国新阿基坦大区滨海夏朗德省，该省份为法国西部滨海省份，北起旺代省，西临大西洋，南至吉倫特省，东南接多爾多涅省，东北接德塞夫勒省接壤，东临夏朗德省。
与拉莱涅接壤的市镇（或旧市镇、城区）包括：伯农、克朗沙邦、米尼翁河畔拉格雷沃。

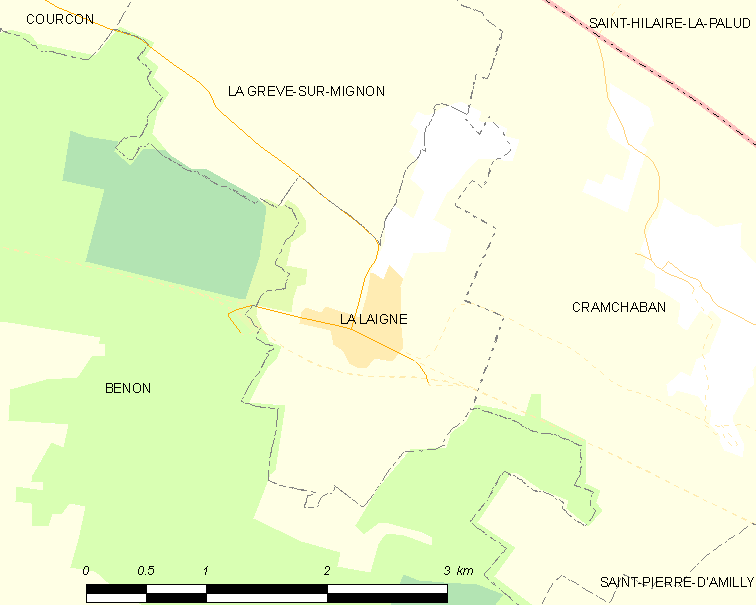
拉莱涅的OSM定位图

拉莱涅的时区为UTC+01:00、UTC+02:00（夏令时）。

## 行政
拉莱涅的邮政编码为17170，INSEE市镇编码为17201。

## 政治
拉莱涅所属的省级选区为马朗县。

## 人口

1962-2008年间拉莱涅人口变化图示

拉莱涅于2022年1月1日时的人口数量为494人。